# Carl Olof Rosenius
Carl Olof Rosenius (3 février 1816 - 24 février 1868) est un prédicateur laïc suédois, auteur et éditeur du mensuel Pietisten ("Le piétiste") de 1842 à 1868 et l'un des leaders du Réveil religieux suédois,. Il est l'auteur spirituel le plus lu en Suède à la fin du XIXe siècle.

## Biographie
Carl Olof Rosenius est né à Nysätra en Botnie-Occidentale. Son père, Anders Rosenius, était un pasteur de paroisse, sympathisant du mouvement de Réveil en Suède. Sa mère, Sarah Margaret Norenius, était aussi fille de pasteur. 
A treize ans, il déménage avec sa famille dans la ville de Sävar (en). Il fréquente alors des écoles à Piteå, Umeå et Härnösand. En 1831, à l'âge de 15 ans, il connaît une expérience religieuse à la suite de sa lecture du "Miroir de la foi" d'Erik Pontoppidan,. Il commence à conduire des réunions de conventicules pendant les vacances scolaires. Un sermon qu'il a prononcé à Härnösand en 1833 aurait surpris l'évêque Franzén par de son insistance sur la doctrine luthérienne centrale de la justification par la foi. 
En 1838, il commence des études de théologie protestante à l'Université d'Uppsala mais doit les abandonner au bout d'un an en raison de problèmes de santé et de difficultés financières. Il trouve un emploi de tuteur à la ferme Länna, non loin de Stockholm. Il est alors assailli par de sérieux doutes religieux. 
À Stockholm, il fait connaissance du pasteur méthodiste George Scott, qui l'aide à dissiper ses incertitudes. Il abandonne son projet de devenir pasteur et déménage à Stockholm pour l'aider dans son ministère. Il habite près de Hötorget (Place du marché au foin) dans les locaux de l'Engelska kyrka (église anglaise), qui n'était pas affiliée à l'Église d'Angleterre mais financée par la Foreign Evangelical Society, une société évangélique américaine fondée en 1839. À partir de 1840, il collabore complètement avec le mouvement méthodiste en Suède, prêchant et conduisant des réunions de conventicules dans ce cadre. L’œuvre du Réveil passe beaucoup à cette époque en Suède par les réunions de lutte contre l'alcoolisme où toutes les tendances religieuses se retrouvent et collaborent pour assainir la société suédoise de ce mal endémique. 
En 1842, George Scott doit quitter la Suède et l'église anglaise cesse ses activités. En revanche, Rosenius poursuit les siennes et il devient l'un des leaders du Réveil religieux qui se développe alors en Suède, voyageant à travers le pays, prêchant à la fois lors de rassemblements privés (conventicules) et en public dans diverses salles. En 1856, il fait partie des fondateurs de la Mission évangélique suédoise (Evangeliska Fosterlandsstiftelsen). Un an plus tard, l'organisation achète l'ancien bâtiment de l'église anglaise et la rouvre sous le nom d’Église de Bethléem.  
De 1842 à sa mort, il reste le rédacteur en chef et l'éditeur du magazine mensuel Pietisten, que lui et Scott avaient lancé et a travaillé pour d'autres publications comme "La Mission". Au cours des dernières années de sa vie, il écrit une longue série d'articles sur l'épître aux Romains qui paraissent dans Pietisten. Le dimanche de Pentecôte 1867, Rosenius subit un accident vasculaire cérébral alors qu'il prêche dans l'église Saint-Jean de Göteborg. Il est décède l'année suivante. 

## Théologie
Le piétisme de Rosenius a conservé les conceptions clés du Réveil religieux luthérien du nord de la Suède avec l'expiation et la justification  par la grâce seule. Il était en bons termes avec les Frères moraves et avait beaucoup de points communs avec l'évangéliste finlandais Fredrik Gabriel Hedberg, même s'il croyait qu'il allait trop loin dans le sens de l'antinomianisme. Bien qu'il ait été influencé par la doctrine méthodiste de la sanctification, la trace de la foi méthodiste de Scott est plus apparente dans l'œuvre d'évangélisation de Rosenius que dans sa théologie. Il a été fortement détesté par les disciples d'Erik Jansson. 
Tout au long de sa vie, Rosenius reste membre de l'Église suédoise, bien qu'une grande partie de cette église l'ait rejeté initialement. De préférence au recueil de cantiques suédois officiels, il n'utilisait plutôt des recueils de cantiques à caractère religieux plus personnel, comme ceux publiés par Oscar Ahnfelt. Il reste fidèle au pédobaptisme (baptême des enfants), n'accepte de prendre la communion que dans l’Église luthérienne suédoise et rejette toute idée de séparation ou de distribution de la communion en dehors de l’Église. 

## Postérité

### En Suède
Rosenius a eu une forte influence sur le développement religieux de la Suède au XIXe siècle. Son insistance sur la dimension d'engagement personnel dans la croyance religieuse a affecté non seulement les pratiques de l' Église libre mais aussi celles de l'Église d'État, en particulier dans le nord et le centre de la Suède. 
Sa prédication attire beaucoup d'auditeurs et fait du Réveil un mouvement populaire, mais le Réveil touche aussi un certain nombre de nobles qui ouvrent leurs propriétés pour y accueillir ces réunions de conventicules dans lesquelles Rosenius aime intervenir et excelle, alternant lecture de la Bible, prédication et prière. Certains membres de la cour du roi Oscar Ier se rendent dans la paroisse de Rosenius, l'Église de Bethléem, pour l'entendre prêcher.
Il joue également un rôle important dans la formation de l'Evangeliska Fosterlandsstiftelsen (la mission évangélique suédoise). 
En 1873, on publie sous le titre Betraktelster  för hwar dag i året ("Méditations pour chaque jour de l'année") un recueil des meilleurs de ses articles parus dans la revue Pietisten. Cet ouvrage devient un best-seller en Suède, réimprimé 36 fois et tiré à quelque 180 000 exemplaires. Fût-ce de manière posthume, il a ainsi été l'un des écrivains religieux les plus lus de Suède à son époque et une figure de proue du Réveil religieuse du pays. Sur la lancée de Rosenius, le Réveil suédois poursuit son développement pendant une quarantaine d'années grâce à une génération d'évangélistes tels que Carl Johann Nyvall (1829-1904) ou de musiciens itinérants comme Lina Sandell (1832-1903) ou Oscar Ahnfelt (1813-1882.

### Aux États-Unis
Parmi ses principaux disciples, le prédicateur laïc du Småland Nicolaus Bergensköld a immigré aux États-Unis dans les années 1860 et est devenu un chef de file du mouvement revivaliste parmi les immigrants scandinaves du Midwest. 

## Liens externes

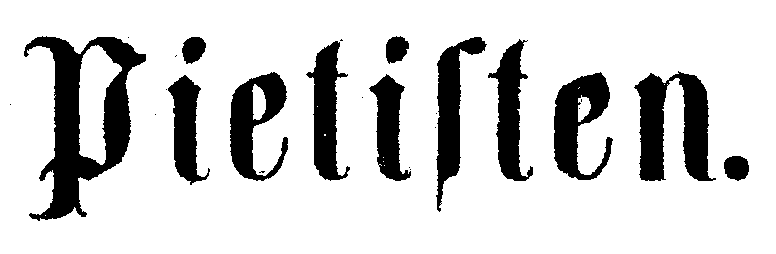
En-tête du magazine Pietisten (1851).